# Абди, Али
Али́ Эль Абди́ (араб. علي عبدي‎; род. 20 декабря 1993, Сфакс) — тунисский футболист, защитник французского клуба «Ницца» и национальной сборной Туниса.

## Клубная карьера
25 декабря 2011 года Абди дебютировал за «Кайруан» в матче чемпионата Туниса по футболу против «Гафсы», завершившемся со счётом 0:0. 24 июня 2019 года Абди перешёл в «Париж» из французской Лиги 2.
21 июля 2021 года подписал двухлетний контракт с «Каном».

## Карьера в сборной
Абди дебютировал за сборную Туниса 25 марта 2021 года в матче квалификации Кубка африканских наций 2021 против Ливии.
В ноябре 2022 года включён в состав сборной Туниса на чемпионат мира по футболу в Катаре.

## Достижения
Индивидуальные
- Команда года Лиги 2 по версии НСПФ: 2021/2022[7]